# Yevgueni Ovchínnikov
Yevgueni Ovchínnikov –en ruso, Евгений Овчинников– (Krasnoyarsk, URSS, 1971) es un deportista ruso que compitió en escalada. Ganó una medalla de bronce en el Campeonato Europeo de Escalada de 2000, en la prueba de dificultad.

## Palmarés internacional
| Campeonato Europeo | Campeonato Europeo | Campeonato Europeo | Campeonato Europeo |
| Año                | Lugar              | Medalla            | Prueba             |
| ------------------ | ------------------ | ------------------ | ------------------ |
| 2000               | Múnich (Alemania)  | Medalla de bronce  | Dificultad         |